# Список астероїдів (8601—8700)
| Назва                                    | Тимчасове позначення | Дата відкриття    | Місце відкриття                      | Відкривач                                              |
| ---------------------------------------- | -------------------- | ----------------- | ------------------------------------ | ------------------------------------------------------ |
| 8601 Сіконія (Ciconia)                   | 3155 T-2             | 30 вересня 1973   | Паломарська обсерваторія             | К. Й. ван Гаутен, І. ван Гаутен-Ґроневельд, Т. Герельс |
| 8602 Oedicnemus                          | 2480 T-3             | 16 жовтня 1977    | Паломарська обсерваторія             | К. Й. ван Гаутен, І. ван Гаутен-Ґроневельд, Т. Герельс |
| 8603 Сенатор (Senator)                   | 3134 T-3             | 16 жовтня 1977    | Паломарська обсерваторія             | К. Й. ван Гаутен, І. ван Гаутен-Ґроневельд, Т. Герельс |
| 8604 Ваньє (Vanier)                      | 1929 PK              | 12 серпня 1929    | Обсерваторія Лік                     | Чарльз Кріґер                                          |
| (8605) 1968 OH                           | 1968 OH              | 18 липня 1968     | Астрономічна станція Серро Ель Робле | Карлос Торрес, С. Кофре                                |
| (8606) 1971 UG                           | 1971 UG              | 26 жовтня 1971    | Гамбурзька обсерваторія              | Любош Когоутек                                         |
| (8607) 1971 UT                           | 1971 UT              | 26 жовтня 1971    | Гамбурзька обсерваторія              | Любош Когоутек                                         |
| 8608 Челомей (Chelomey)                  | 1976 YO2             | 16 грудня 1976    | КрАО                                 | Черних Людмила Іванівна                                |
| 8609 Шувалов (Shuvalov)                  | 1977 QH3             | 22 серпня 1977    | КрАО                                 | Черних Микола Степанович                               |
| 8610 Ґолдгабер (Goldhaber)               | 1977 UD              | 22 жовтня 1977    | Гарвардська обсерваторія             | Гарвардська обсерваторія                               |
| 8611 Юдітгольдгабер (Judithgoldhaber)    | 1977 UM4             | 18 жовтня 1977    | Паломарська обсерваторія             | Ш. Дж. Бас                                             |
| 8612 Буров (Burov)                       | 1978 SS7             | 26 вересня 1978   | КрАО                                 | Журавльова Людмила Василівна                           |
| (8613) 1978 VE10                         | 1978 VE10            | 7 листопада 1978  | Паломарська обсерваторія             | Е. Гелін, Ш. Дж. Бас                                   |
| (8614) 1978 VP11                         | 1978 VP11            | 7 листопада 1978  | Паломарська обсерваторія             | Е. Гелін, Ш. Дж. Бас                                   |
| (8615) 1979 MB2                          | 1979 MB2             | 25 червня 1979    | Обсерваторія Сайдинг-Спрінг          | Е. Гелін, Ш. Дж. Бас                                   |
| 8616 Фоґелквіст (Fogelquist)             | 1980 FY4             | 16 березня 1980   | Обсерваторія Ла-Сілья                | Клаес-Інґвар Лаґерквіст                                |
| (8617) 1980 PW                           | 1980 PW              | 6 серпня 1980     | Обсерваторія Клеть                   | Зденька Ваврова                                        |
| (8618) 1981 DX                           | 1981 DX              | 28 лютого 1981    | Обсерваторія Сайдинг-Спрінг          | Ш. Дж. Бас                                             |
| (8619) 1981 EH1                          | 1981 EH1             | 6 березня 1981    | Обсерваторія Ла-Сілья                | Анрі Дебеонь, Джованні де Санктіс                      |
| (8620) 1981 EK5                          | 1981 EK5             | 2 березня 1981    | Обсерваторія Сайдинг-Спрінг          | Ш. Дж. Бас                                             |
| (8621) 1981 EK7                          | 1981 EK7             | 1 березня 1981    | Обсерваторія Сайдинг-Спрінг          | Ш. Дж. Бас                                             |
| (8622) 1981 EM8                          | 1981 EM8             | 1 березня 1981    | Обсерваторія Сайдинг-Спрінг          | Ш. Дж. Бас                                             |
| (8623) 1981 EQ9                          | 1981 EQ9             | 1 березня 1981    | Обсерваторія Сайдинг-Спрінг          | Ш. Дж. Бас                                             |
| (8624) 1981 ES9                          | 1981 ES9             | 1 березня 1981    | Обсерваторія Сайдинг-Спрінг          | Ш. Дж. Бас                                             |
| (8625) 1981 EX15                         | 1981 EX15            | 1 березня 1981    | Обсерваторія Сайдинг-Спрінг          | Ш. Дж. Бас                                             |
| (8626) 1981 EC18                         | 1981 EC18            | 2 березня 1981    | Обсерваторія Сайдинг-Спрінг          | Ш. Дж. Бас                                             |
| (8627) 1981 EU20                         | 1981 EU20            | 2 березня 1981    | Обсерваторія Сайдинг-Спрінг          | Ш. Дж. Бас                                             |
| (8628) 1981 EX21                         | 1981 EX21            | 2 березня 1981    | Обсерваторія Сайдинг-Спрінг          | Ш. Дж. Бас                                             |
| (8629) 1981 EU26                         | 1981 EU26            | 2 березня 1981    | Обсерваторія Сайдинг-Спрінг          | Ш. Дж. Бас                                             |
| (8630) 1981 EY35                         | 1981 EY35            | 2 березня 1981    | Обсерваторія Сайдинг-Спрінг          | Ш. Дж. Бас                                             |
| (8631) 1981 EK41                         | 1981 EK41            | 2 березня 1981    | Обсерваторія Сайдинг-Спрінг          | Ш. Дж. Бас                                             |
| 8632 Еґлестон (Egleston)                 | 1981 FR              | 28 березня 1981   | Гарвардська обсерваторія             | Гарвардська обсерваторія                               |
| (8633) 1981 FC1                          | 1981 FC1             | 16 березня 1981   | Обсерваторія Сайдинг-Спрінг          | Ш. Дж. Бас                                             |
| 8634 Нойбауер (Neubauer)                 | 1981 GG              | 5 квітня 1981     | Станція Андерсон-Меса                | Едвард Бовелл                                          |
| 8635 Юріосипов (Yuriosipov)              | 1985 PG2             | 13 серпня 1985    | КрАО                                 | Черних Микола Степанович                               |
| 8636 Мальвіна (Malvina)                  | 1985 UH2             | 17 жовтня 1985    | Коссоль                              | CERGA                                                  |
| (8637) 1986 CS1                          | 1986 CS1             | 6 лютого 1986     | Обсерваторія Ла-Сілья                | Анрі Дебеонь                                           |
| (8638) 1986 QY                           | 1986 QY              | 26 серпня 1986    | Обсерваторія Ла-Сілья                | Анрі Дебеонь                                           |
| (8639) 1986 VB1                          | 1986 VB1             | 3 листопада 1986  | Обсерваторія Клеть                   | Антонін Мркос                                          |
| 8640 Ріташульц (Ritaschulz)              | 1986 VX5             | 6 листопада 1986  | Станція Андерсон-Меса                | Едвард Бовелл                                          |
| (8641) 1987 BM1                          | 1987 BM1             | 27 січня 1987     | Обсерваторія Брорфельде              | Поуль Єнсен                                            |
| (8642) 1988 RZ11                         | 1988 RZ11            | 14 вересня 1988   | Обсерваторія Серро Тололо            | Ш. Дж. Бас                                             |
| 8643 Кверкус (Quercus)                   | 1988 SC              | 16 вересня 1988   | Обсерваторія Верхнього Провансу      | Ерік Вальтер Ельст                                     |
| 8644 Бетулапендула (Betulapendula)       | 1988 SD              | 16 вересня 1988   | Обсерваторія Верхнього Провансу      | Ерік Вальтер Ельст                                     |
| (8645) 1988 TN                           | 1988 TN              | 5 жовтня 1988     | Обсерваторія Кушіро                  | Сейджі Уеда, Хіроші Канеда                             |
| (8646) 1988 TB1                          | 1988 TB1             | 13 жовтня 1988    | Обсерваторія Кушіро                  | Сейджі Уеда, Хіроші Канеда                             |
| 8647 Популюс (Populus)                   | 1989 RG              | 2 вересня 1989    | Обсерваторія Верхнього Провансу      | Ерік Вальтер Ельст                                     |
| 8648 Салікс (Salix)                      | 1989 RJ              | 2 вересня 1989    | Обсерваторія Верхнього Провансу      | Ерік Вальтер Ельст                                     |
| 8649 Джуґланс (Juglans)                  | 1989 SS2             | 26 вересня 1989   | Обсерваторія Ла-Сілья                | Ерік Вальтер Ельст                                     |
| (8650) 1989 TJ2                          | 1989 TJ2             | 5 жовтня 1989     | Обсерваторія Клеть                   | Антонін Мркос                                          |
| 8651 Alineraynal                         | 1989 YU5             | 29 грудня 1989    | Обсерваторія Верхнього Провансу      | Ерік Вальтер Ельст                                     |
| 8652 Акація (Acacia)                     | 1990 EA5             | 2 березня 1990    | Обсерваторія Ла-Сілья                | Ерік Вальтер Ельст                                     |
| (8653) 1990 KE                           | 1990 KE              | 20 травня 1990    | Обсерваторія Сайдинг-Спрінг          | Роберт Макнот                                          |
| (8654) 1990 KC1                          | 1990 KC1             | 20 травня 1990    | Обсерваторія Сайдинг-Спрінг          | Роберт Макнот                                          |
| (8655) 1990 QJ1                          | 1990 QJ1             | 22 серпня 1990    | Паломарська обсерваторія             | Генрі Гольт                                            |
| 8656 Купрессус (Cupressus)               | 1990 QY8             | 16 серпня 1990    | Обсерваторія Ла-Сілья                | Ерік Вальтер Ельст                                     |
| 8657 Кедрус (Cedrus)                     | 1990 QE9             | 16 серпня 1990    | Обсерваторія Ла-Сілья                | Ерік Вальтер Ельст                                     |
| (8658) 1990 RG3                          | 1990 RG3             | 14 вересня 1990   | Паломарська обсерваторія             | Генрі Гольт                                            |
| (8659) 1990 SE11                         | 1990 SE11            | 17 вересня 1990   | Паломарська обсерваторія             | Генрі Гольт                                            |
| 8660 Сано (Sano)                         | 1990 TM1             | 15 жовтня 1990    | Обсерваторія Кітамі                  | Кін Ендате, Кадзуро Ватанабе                           |
| 8661 Ратцінгер (Ratzinger)               | 1990 TA13            | 14 жовтня 1990    | Обсерваторія Карла Шварцшильда       | Лутц Шмадель, Ф. Бернґен                               |
| (8662) 1990 UT10                         | 1990 UT10            | 22 жовтня 1990    | Обсерваторія Кушіро                  | Сейджі Уеда, Хіроші Канеда                             |
| (8663) 1991 DJ1                          | 1991 DJ1             | 18 лютого 1991    | Паломарська обсерваторія             | Е. Гелін                                               |
| (8664) 1991 GR1                          | 1991 GR1             | 10 квітня 1991    | Паломарська обсерваторія             | Е. Гелін                                               |
| 8665 Даун-Ейфель (Daun-Eifel)            | 1991 GA9             | 8 квітня 1991     | Обсерваторія Ла-Сілья                | Ерік Вальтер Ельст                                     |
| 8666 Ройтер (Reuter)                     | 1991 GG10            | 9 квітня 1991     | Обсерваторія Карла Шварцшильда       | Ф. Бернґен                                             |
| 8667 Фонтане (Fontane)                   | 1991 GH10            | 9 квітня 1991     | Обсерваторія Карла Шварцшильда       | Ф. Бернґен                                             |
| 8668 Сатомімура (Satomimura)             | 1991 HM              | 16 квітня 1991    | Обсерваторія Кійосато                | Сатору Отомо, Осаму Мурамацу                           |
| (8669) 1991 NS1                          | 1991 NS1             | 13 липня 1991     | Паломарська обсерваторія             | Генрі Гольт                                            |
| (8670) 1991 OM1                          | 1991 OM1             | 18 липня 1991     | Обсерваторія Ла-Сілья                | Анрі Дебеонь                                           |
| (8671) 1991 PW                           | 1991 PW              | 5 серпня 1991     | Паломарська обсерваторія             | Генрі Гольт                                            |
| 8672 Морзе (Morse)                       | 1991 PW16            | 6 серпня 1991     | Обсерваторія Ла-Сілья                | Ерік Вальтер Ельст                                     |
| (8673) 1991 RN5                          | 1991 RN5             | 13 вересня 1991   | Паломарська обсерваторія             | Генрі Гольт                                            |
| (8674) 1991 VA1                          | 1991 VA1             | 4 листопада 1991  | Обсерваторія Кушіро                  | Сейджі Уеда, Хіроші Канеда                             |
| (8675) 1991 YZ                           | 1991 YZ              | 30 грудня 1991    | Обсерваторія Кушіро                  | Сейджі Уеда, Хіроші Канеда                             |
| 8676 Люллі (Lully)                       | 1992 CT2             | 2 лютого 1992     | Обсерваторія Ла-Сілья                | Ерік Вальтер Ельст                                     |
| 8677 Шарльє (Charlier)                   | 1992 ES5             | 2 березня 1992    | Обсерваторія Ла-Сілья                | UESAC                                                  |
| 8678 Бал (Bal)                           | 1992 ER6             | 1 березня 1992    | Обсерваторія Ла-Сілья                | UESAC                                                  |
| 8679 Тінґстеде (Tingstade)               | 1992 EG8             | 2 березня 1992    | Обсерваторія Ла-Сілья                | UESAC                                                  |
| 8680 Роне (Rone)                         | 1992 EJ9             | 2 березня 1992    | Обсерваторія Ла-Сілья                | UESAC                                                  |
| 8681 Барс (Burs)                         | 1992 EN9             | 2 березня 1992    | Обсерваторія Ла-Сілья                | UESAC                                                  |
| 8682 Кренклінґбо (Kraklingbo)            | 1992 ER9             | 2 березня 1992    | Обсерваторія Ла-Сілья                | UESAC                                                  |
| 8683 Сьоландер (Sjolander)               | 1992 EE13            | 2 березня 1992    | Обсерваторія Ла-Сілья                | UESAC                                                  |
| 8684 Райхенвайн (Reichwein)              | 1992 FO3             | 30 березня 1992   | Обсерваторія Карла Шварцшильда       | Ф. Бернґен                                             |
| 8685 Форе (Faure)                        | 1992 GG3             | 4 квітня 1992     | Обсерваторія Ла-Сілья                | Ерік Вальтер Ельст                                     |
| 8686 Акенсіде (Akenside)                 | 1992 OX1             | 26 липня 1992     | Обсерваторія Ла-Сілья                | Ерік Вальтер Ельст                                     |
| 8687 Коссоль (Caussols)                  | 1992 PV              | 8 серпня 1992     | Коссоль                              | Ерік Вальтер Ельст                                     |
| 8688 Делоне (Delaunay)                   | 1992 PV1             | 8 серпня 1992     | Коссоль                              | Ерік Вальтер Ельст                                     |
| (8689) 1992 PU3                          | 1992 PU3             | 5 серпня 1992     | Паломарська обсерваторія             | Генрі Гольт                                            |
| 8690 Свіндл (Swindle)                    | 1992 SW3             | 24 вересня 1992   | Обсерваторія Кітт-Пік                | Spacewatch                                             |
| 8691 Етсуко (Etsuko)                     | 1992 UZ1             | 21 жовтня 1992    | Обсерваторія Яцуґатаке-Кобутізава    | Йошіо Кушіда, Осаму Мурамацу                           |
| (8692) 1992 WH                           | 1992 WH              | 16 листопада 1992 | Обсерваторія Кушіро                  | Сейджі Уеда, Хіроші Канеда                             |
| 8693 Мацукі (Matsuki)                    | 1992 WH1             | 16 листопада 1992 | Обсерваторія Кітамі                  | Кін Ендате, Кадзуро Ватанабе                           |
| (8694) 1993 CO                           | 1993 CO              | 10 лютого 1993    | Обсерваторія Кушіро                  | Сейджі Уеда, Хіроші Канеда                             |
| 8695 Берґвалл (Bergvall)                 | 1993 FW8             | 17 березня 1993   | Обсерваторія Ла-Сілья                | UESAC                                                  |
| 8696 К'єріксон (Kjeriksson)              | 1993 FM16            | 17 березня 1993   | Обсерваторія Ла-Сілья                | UESAC                                                  |
| 8697 Олофссон (Olofsson)                 | 1993 FT23            | 21 березня 1993   | Обсерваторія Ла-Сілья                | UESAC                                                  |
| 8698 Бертілпеттерссон (Bertilpettersson) | 1993 FT41            | 19 березня 1993   | Обсерваторія Ла-Сілья                | UESAC                                                  |
| (8699) 1993 FO48                         | 1993 FO48            | 19 березня 1993   | Обсерваторія Ла-Сілья                | UESAC                                                  |
| 8700 Жевер (Gevaert)                     | 1993 JL1             | 14 травня 1993    | Обсерваторія Ла-Сілья                | Ерік Вальтер Ельст                                     |

| Астероїди 1—10000 → |           |           |           |           |           |           |           |           |            |
| 1—100               | 1001—1100 | 2001—2100 | 3001—3100 | 4001—4100 | 5001—5100 | 6001—6100 | 7001—7100 | 8001—8100 | 9001—9100  |
| 101—200             | 1101—1200 | 2101—2200 | 3101—3200 | 4101—4200 | 5101—5200 | 6101—6200 | 7101—7200 | 8101—8200 | 9101—9200  |
| 201—300             | 1201—1300 | 2201—2300 | 3201—3300 | 4201—4300 | 5201—5300 | 6201—6300 | 7201—7300 | 8201—8300 | 9201—9300  |
| 301—400             | 1301—1400 | 2301—2400 | 3301—3400 | 4301—4400 | 5301—5400 | 6301—6400 | 7301—7400 | 8301—8400 | 9301—9400  |
| 401—500             | 1401—1500 | 2401—2500 | 3401—3500 | 4401—4500 | 5401—5500 | 6401—6500 | 7401—7500 | 8401—8500 | 9401—9500  |
| 501—600             | 1501—1600 | 2501—2600 | 3501—3600 | 4501—4600 | 5501—5600 | 6501—6600 | 7501—7600 | 8501—8600 | 9501—9600  |
| 601—700             | 1601—1700 | 2601—2700 | 3601—3700 | 4601—4700 | 5601—5700 | 6601—6700 | 7601—7700 | 8601—8700 | 9601—9700  |
| 701—800             | 1701—1800 | 2701—2800 | 3701—3800 | 4701—4800 | 5701—5800 | 6701—6800 | 7701—7800 | 8701—8800 | 9701—9800  |
| 801—900             | 1801—1900 | 2801—2900 | 3801—3900 | 4801—4900 | 5801—5900 | 6801—6900 | 7801—7900 | 8801—8900 | 9801—9900  |
| 901—1000            | 1901—2000 | 2901—3000 | 3901—4000 | 4901—5000 | 5901—6000 | 6901—7000 | 7901—8000 | 8901—9000 | 9901—10000 |